# ダリル・ネイタ
ダリル・サスキア・ネイタ（Daryll Saskia Neita、1996年8月29日 - ）は、短距離走を専門とするイギリスの陸上競技選手。オリンピックで2016年と2021年の2度の銅メダルを、世界選手権で2017年と2019年の2度の銀メダルを、いずれも4×100mリレーで獲得している。2021年に記録した100mの自己記録10秒93は、ディナ・アッシャー＝スミスに次ぐイギリス歴代2位である。

## 経歴
2015年にヨーロッパジュニア選手権に出場し、11秒69をマークして100mで4位に入賞した。2016年にはイギリス選手権で11秒24を出して2位に入り、オリンピック代表選考を通過した。なお、準決勝では11秒23の自己新記録を出している。1週間後のヨーロッパ選手権では、4×100mリレーで銀メダルを獲得した。7月22日、アシャ・フィリップ、デズリー・ヘンリー、ディナ・アッシャー＝スミスとともに、4×100mリレーでイギリス記録を破る41秒81を打ち立てた。リオデジャネイロオリンピックでは100m予選で11秒41をマークしたが、準決勝進出にはわずかに及ばなかった。4×100mリレーではイギリス新記録を出したメンバーとともに走って41秒77と再びイギリス記録を更新し、銅メダルを獲得した。勝利を得て、「私は言葉もない。チームをとても誇りに思う。私たちは完全に記録を破った。」とコメントした。
2017年6月17日、イギリスU23選手権で100mを11秒20で走り、自己新記録をマークし、続く7月1日にはイギリス選手権では11秒25で2位に入り、世界選手権代表の座を勝ち取った。1週間後のアニバーサリーゲームズでは、更に記録を伸ばして11秒14をマークし、イギリス歴代7位に入った。ロンドンで開かれた世界選手権では予選で11秒15を出して準決勝に進出したが、準決勝では11秒16で決勝進出はならなかった。4×100mリレーでは、リオデジャネイロオリンピックと同じチームメンバーで走り銀メダルを獲得した。
2018年6月のイギリス選手権では11秒19で2位となり、ベルリンで開かれるヨーロッパ選手権出場権を獲得した。同選手権では予選を突破したが、準決勝は2組4着の11秒27で決勝進出を逃した。2019年9月にベラルーシ・ミンスクで開かれたザ・マッチ（The Match、ヨーロッパとアメリカの対抗戦）ではヨーロッパ代表として出場し、100mで1位となった。世界選手権ドーハ大会では、100mの予選で11秒12をマークし準決勝に進出、準決勝では11秒18で敗退した。4×100mリレーでは銀メダルを獲得した。

## 主な成績
| 年       | 大会                     | 会場                         | 結果           | 種目       | 補足     |
| 英国代表 | 英国代表                 | 英国代表                     | 英国代表       | 英国代表   | 英国代表 |
| -------- | ------------------------ | ---------------------------- | -------------- | ---------- | -------- |
| 2015     | ヨーロッパジュニア選手権 | スウェーデンエシルストゥーナ | 4位            | 100 m      | 11.69    |
| 2016     | ヨーロッパ選手権         | オランダアムステルダム       | 2位            | 4 × 100 mR | 42.45    |
| 2016     | オリンピック             | ブラジルリオデジャネイロ     | 25位（予選）   | 100 m      | 11.41    |
| 2016     | オリンピック             | ブラジルリオデジャネイロ     | 3位            | 4 × 100 mR | 41.77    |
| 2017     | 世界選手権               | イギリスロンドン             | 13位（準決勝） | 100 m      | 11.16    |
| 2017     | 世界選手権               | イギリスロンドン             | 2位            | 4 × 100 mR | 42.12    |
| 2018     | ヨーロッパ選手権         | ドイツベルリン               | 10位（準決勝） | 100 m      | 11.27    |
| 2019     | 世界選手権               | カタールドーハ               | 11位（準決勝） | 100 m      | 11.18    |
| 2019     | 世界選手権               | カタールドーハ               | 2位            | 4 × 100 mR | 41.85    |
| 2021     | オリンピック             | 日本東京                     | 8位            | 100 m      | 11.12    |
| 2021     | オリンピック             | 日本東京                     | 3位            | 4 × 100 mR | 41.88    |
| 2022     | 世界室内選手権           | セルビアベオグラード         | 10位（準決勝） | 60 m       | 7.15     |